# Harry Törnblom
Harry Viktor Törnblom, född 30 mars 1907 i Ärla, Södermanlands län, död 11 oktober 1991 i Eskilstuna, var en svensk yrkesmålare, målare, tecknare och skulptör.
Törnblom var vid sidan av sitt arbete som hantverksmålare verksam som konstnär. Han var från början autodidakt men vidareutbildade sig vid Otte Skölds målarskola i Stockholm 1946 samt genom självstudier under resor till Danmark, Finland och Norge. Separat ställde han bland annat ut i Västerås och Linköping samt medverkade i ett flertal samlingsutställningar. Hans konst består av porträtt, interiörer och landskapsskildringar utförda i olja och teckningar i tusch eller rödkrita samt mindre skulpturer i gips. 